# 希划蝽属
希划蝽属（学名：Xenocorixa）是划蝽科的一属。

## 下属物种
本属包括以下物种：
- 希划蝽 Xenocorixa vittipennis (Horváth, 1879)